# Música i la intel·ligència artificial

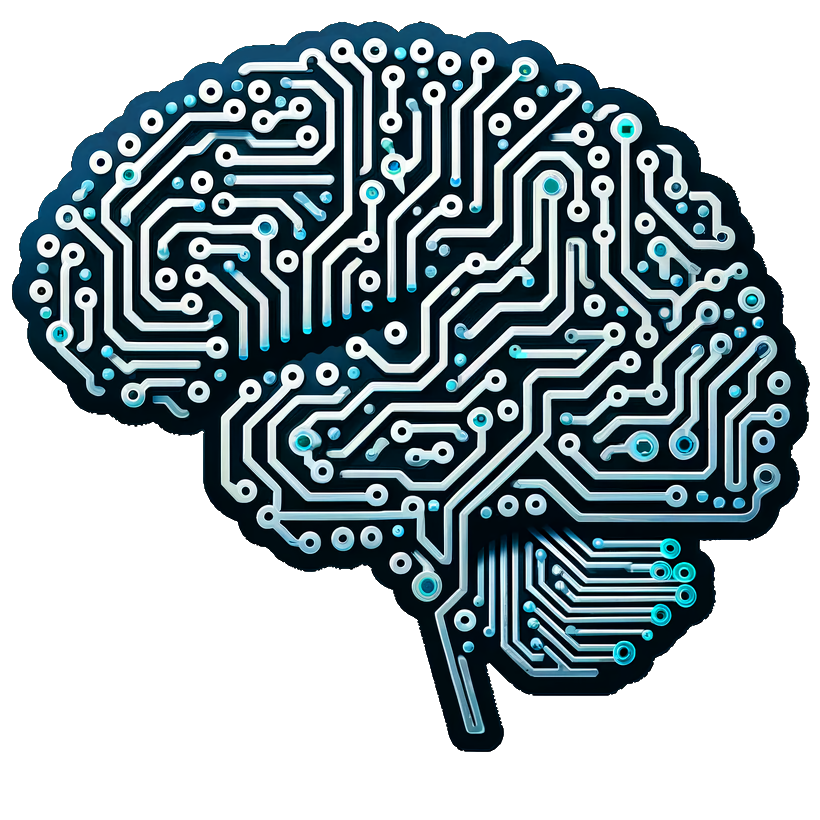
"dibuixa una icona, amb fons blanc, d'un cervell humà fet de placa de circuit imprès" -- una primera aproximació, tingues en compte que aquesta no és una placa de circuit imprès particularment bona (no hi ha components, només traces -- per què són tan gruixudes? per què hi ha tantes vies?) però millor que res

La música i la intel·ligència artificial (música i IA) és el desenvolupament de programes de programari musical que utilitzen la IA per generar música. Igual que amb les aplicacions en altres camps, la IA en la música també simula tasques mentals. Una característica destacada és la capacitat d'un algoritme d'IA per aprendre basant-se en dades passades, com ara en la tecnologia d'acompanyament informàtic, on la IA és capaç d'escoltar un intèrpret humà i realitzar acompanyament. La intel·ligència artificial també impulsa la tecnologia de composició interactiva, on un ordinador compon música en resposta a una actuació en directe. Hi ha altres aplicacions d'IA en la música que cobreixen no només la composició, la producció i la interpretació musical, sinó també com es comercialitza i es consumeix la música. També s'han desenvolupat diversos programes de reproductor de música per utilitzar la tecnologia de reconeixement de veu i processament del llenguatge natural per al control de veu musical. La recerca actual inclou l'aplicació de la IA en la composició musical, la interpretació, la teoria i el processament del so digital. Compositors/artistes com Jennifer Walshe o Holly Herndon han estat explorant aspectes de la IA musical durant anys en les seves actuacions i obres musicals. Un altre enfocament original dels humans que "imiten la IA" es pot trobar a la instal·lació sonora de 43 hores String Quartet(s) de Georges Lentz (vegeu l'entrevista amb ChatGPT-4 sobre música i IA).
L'historiador de l'art del segle XX Erwin Panofsky va proposar que en tota l'art existien tres nivells de significat: el significat primari, o el subjecte natural; el significat secundari, o el subjecte convencional; i el significat terciari, el contingut intrínsec del subjecte. La música basada en IA explora el més important d'aquests, creant música sense la "intenció" que normalment hi ha al darrere, cosa que deixa els compositors que escolten peces generades per màquines inquiets per la manca de significat aparent.

## Història
Als anys cinquanta i seixanta, la música feta per intel·ligència artificial no era completament original, sinó que es generava a partir de plantilles que la gent ja havia definit i donat a la IA, i això es coneix com a sistemes basats en regles. Amb el pas del temps, els ordinadors es van tornar més potents, cosa que va permetre que l'aprenentatge automàtic i les xarxes neuronals artificials ajudessin a la indústria musical donant a la IA grans quantitats de dades per aprendre com es fa la música en lloc de plantilles predefinides. A principis dels anys 2000, s'havien fet més avenços en intel·ligència artificial, amb xarxes antagònica generatives (GAN) i aprenentatge profund que s'utilitzaven per ajudar la IA a compondre música més original, més complexa i variada que abans. Projectes notables impulsats per la IA, com ara MuseNet d'OpenAI i Magenta de Google, han demostrat la capacitat de la IA per generar composicions que imiten diversos estils musicals.

### Cronologia
La intel·ligència artificial troba els seus inicis en la música amb el problema de la transcripció: enregistrar amb precisió una interpretació en notació musical a mesura que es toca. L'esquema de Père Engramelle d'un "rotlle de pianola", un mode d'enregistrament automàtic del temps i la durada de les notes d'una manera que es pugui transcriure fàcilment a la notació musical adequada a mà, va ser implementat per primera vegada pels enginyers alemanys JF Unger i J. Hohlfield el 1952.
El 1957, l'ILLIAC I (Illinois Automatic Computer) va produir la "Illiac Suite for String Quartet", una peça musical completament generada per ordinador. L'ordinador va ser programat per aconseguir-ho pel compositor Leonard Isaacson i el matemàtic Lejaren Hiller.:v–viiEl 1960, l'investigador rus Rudolf Zaripov va publicar el primer article mundial sobre composició musical algorítmica utilitzant l'ordinador Ural-1.
El 1965, l'inventor Ray Kurzweil va desenvolupar un programari capaç de reconèixer patrons musicals i sintetitzar-ne noves composicions. L'ordinador va aparèixer per primera vegada al programa de preguntes I've Got a Secret aquell mateix any.
El 1983, el sistema musical Kansei de Yamaha Corporation havia guanyat impuls, i es va publicar un article sobre el seu desenvolupament el 1989. El programari utilitzava tècniques de processament d'informació musical i intel·ligència artificial per resoldre essencialment el problema de la transcripció de melodies més senzilles, tot i que les melodies de nivell superior i les complexitats musicals es consideren encara avui com a tasques difícils d'aprenentatge profund, i la transcripció gairebé perfecta encara és objecte de recerca.
El 1997, un programa d'intel·ligència artificial anomenat Experiments in Musical Intelligence (EMI) va semblar superar un compositor humà en la tasca de compondre una peça musical que imites l'estil de Bach. EMI es convertiria més tard en la base d'un algoritme més sofisticat anomenat Emily Howell, que porta el nom del seu creador.
El 2002, l'equip de recerca musical del Laboratori d'Informàtica Sony de París, dirigit pel compositor i científic francès François Pachet, va dissenyar el Continuator, un algoritme excepcionalment capaç de reprendre una composició després que un músic en directe s'hagi aturat.
Emily Howell continuaria fent avenços en la intel·ligència artificial musical, publicant el seu primer àlbum From Darkness, Light el 2009. Des de llavors, s'han publicat moltes més peces d'intel·ligència artificial i diversos grups.
El 2010, Iamus es va convertir en la primera IA a produir un fragment de música clàssica contemporània original, en el seu propi estil: "Iamus' Opus 1". Situat a la Universitat de Màlaga (Universitat de Màlaga) a Espanya, l'ordinador pot generar una peça completament original en una varietat d'estils musicals.:468–481A l'agost de 2019, es va crear un gran conjunt de dades que constava de 12.197 cançons MIDI, cadascuna amb la seva lletra i melodies, per investigar la viabilitat de la generació neuronal de melodies a partir de lletres mitjançant un mètode LSTM-GAN condicional profund.
Amb els progressos en la IA generativa, han començat a sorgir models capaços de crear composicions musicals completes (incloses les lletres) a partir d'una simple descripció textual. Dues aplicacions web destacades en aquest camp són Suno AI, llançada el desembre de 2023, i Udio, que la va seguir l'abril de 2024.

## Aplicacions de programari

### ChuckK
Desenvolupat a la Universitat de Princeton per Ge Wang i Perry Cook, ChucK és un llenguatge multiplataforma basat en text. En extraure i classificar les tècniques teòriques que troba en peces musicals, el programari és capaç de sintetitzar peces completament noves a partir de les tècniques que ha après. La tecnologia és utilitzada per SLOrk (Stanford Laptop Orchestra) i PLOrk (Princeton Laptop Orchestra).

### Jukedeck
Jukedeck era un lloc web que permetia a la gent utilitzar la intel·ligència artificial per generar música original i lliure de drets d'autor per al seu ús en vídeos. L'equip va començar a construir la tecnologia de generació de música el 2010, va formar una empresa al seu voltant el 2012, i va llançar el lloc web públicament el 2015. La tecnologia utilitzada era originalment un sistema de composició algorítmica basat en regles, que més tard va ser substituït per xarxes neuronals artificials. El lloc web es va utilitzar per crear més d'un milió de peces musicals, i entre les marques que el van utilitzar hi havia Coca-Cola, Google, UKTV i el Museu d'Història Natural de Londres. El 2019, l'empresa va ser adquirida per ByteDance.

### MorfeuS
MorpheuS és un projecte de recerca de Dorien Herremans i Elaine Chew a la Queen Mary University de Londres, finançat per un projecte de la UE Marie Skłodowská-Curie. El sistema utilitza un enfocament d'optimització basat en un algoritme de cerca de veïnatge variable per transformar peces de plantilla existents en peces noves amb un nivell establert de tensió tonal que canvia dinàmicament al llarg de la peça. Aquest enfocament d'optimització permet la integració d'una tècnica de detecció de patrons per tal de reforçar l'estructura a llarg termini i els temes recurrents en la música generada. Les peces compostes per MorpheuS s'han interpretat en concerts tant a Stanford com a Londres.

### AIVA
Creat el febrer de 2016 a Luxemburg, AIVA és un programa que produeix bandes sonores per a qualsevol tipus de suport. Els algoritmes darrere d'AIVA es basen en arquitectures d'aprenentatge profund AIVA també s'ha utilitzat per compondre una cançó de rock anomenada On the Edge, així com una cançó pop Love Sick  en col·laboració amb la cantant Taryn Southern per a la creació del seu àlbum de 2018 "I am AI".

### Google Magenta
L'equip Magenta de Google ha publicat diverses aplicacions musicals d'IA i articles tècnics des del seu llançament el 2016. El 2017 van llançar l'algoritme i el conjunt de dades NSynth, i un instrument musical de maquinari de codi obert, dissenyat per facilitar als músics l'ús de l'algoritme. L'instrument va ser utilitzat per artistes notables com Grimes i YACHT als seus àlbums. El 2018, van llançar una aplicació d'improvisació de piano anomenada Piano Genie. Més tard va ser seguida per Magenta Studio, un conjunt de 5 complements MIDI que permeten als productors de música elaborar sobre música existent al seu DAW. El 2023, el seu equip d'aprenentatge automàtic va publicar un article tècnic a GitHub que descrivia MusicLM, un generador privat de text a música que havien desenvolupat.

## Aplicacions musicals
La intel·ligència artificial pot tenir un impacte potencial en la manera com els productors creen música donant reiteracions d'una pista que segueixen una indicació donada pel creador. Aquestes indicacions permeten a la IA seguir un estil determinat que l'artista intenta aconseguir. La IA també s'ha vist en l'anàlisi musical, on s'ha utilitzat per a l'extracció de característiques, el reconeixement de patrons i les recomanacions musicals. S'han creat noves eines impulsades per la intel·ligència artificial per ajudar a generar composicions musicals originals, com AIVA (Artificial Intelligence Virtual Artist) i Udio. Això es fa donant a un model d'IA dades de música ja existent i fent que analitzi les dades mitjançant tècniques d'aprenentatge profund per generar música en molts gèneres diferents, com ara la música clàssica o la música electrònica.

## Consideracions ètiques i legals
Diversos músics com Dua Lipa, Elton John, Nick Cave, Paul McCartney i Sting han criticat l'ús de la IA en la música i estan animant el govern del Regne Unit a actuar sobre aquest tema. Un altre exemple d'aquesta protesta és l'àlbum mut del 2025 Is This What We Want?.
Alguns artistes han fomentat l'ús de la IA en la música, com ara Grimes.
Tot i que és útil per generar música nova, han sorgit molts problemes des que la intel·ligència artificial ha començat a fer música. Algunes de les principals preocupacions inclouen com afectarà l'economia si la IA pren el control de la producció musical, qui és realment el propietari de la música generada per la IA i una menor demanda de composicions musicals fetes per humans. Alguns crítics argumenten que la IA disminueix el valor de la creativitat humana, mentre que els defensors la veuen com una eina augmentativa que amplia les possibilitats artístiques en lloc de substituir els músics humans.